# Ton Koopman
Ton Koopman (Zwolle, 1944. október 12. –) holland karmester, csembalista, orgonista.

## Élete
Orgonát, csembalót és zenetudományt tanult Amszterdamban, Még tanulmányai befejezése előtt feltűnt a 17- és 18. század zenéinek vezényléséi miatt. Karrierje elején úgy döntött, hogy eredeti hangszereket fog használni. Koopman szólista és karmesteri tevékenysége több lemezen is megjelent, a  Erato, a Teldec, a Philips és a DGG kiadók jelentették meg műveit.
2000 márciusában az Utrechti Egyetem díszdoktorrá fogadta Bach kantátáiról és passióiról írott műveiért. 2000 júniusában az Amszterdami Barokkzenekart vezényelte: a Nationale Reisoperával közösen szólaltatták meg Mozart Varázsfuvoláját. Az előadást megismételték 2001-ben Hollandia több színházában és koncerttermében.
Ton Koopman nem csak az általa 1979-ben alapított és vezetett Amszterdami Barokkzenekarral és Énekkarral lép fel, hanem a Holland Rádió Kamarazenekarának is első karmestere. Vendégkarmesterként több más zenekarral is dolgozott. 2000 júniusában Ton Koopman a lipcsei Nemzetközi J. S. Bach Orgonaverseny zsűrijének elnöke volt. Több alkalommal dolgozott együtt Yo-Yo Ma csellistával. Művei rendszeresen jelennek meg, a hágai Királyi Zeneakadémián pedig a csembaló tanszak vezető tanára. A Londoni Királyi Zeneakadémia tiszteletbeli tagja.

## Díjai és kitüntetései
- Prix d'Excellence díj – orgonajátékáért és csembalistaként.